# Тимковка
Тимко́вка (укр. Тимківка) — украинское село, существовавшее с 1707 по 1987 годы. Располагалось на территории современного Ягодненского сельского совета, Купянский район,
Харьковская область, Украина.
На карте 1977 года указано население 46 человек.
В 1987 наряду с селом Загоруйковка году было упразднено и ликвидировано.

## Географическое положение
Село Тимковка находилось между также ликвидированным селом Загоруйковка и селом Орлянское (ныне Орлянка).

## История
- 1707 — дата основания[2].
- 1987 — дата ликвидации села.